# Bassarona
Bassarona is een geslacht van vlinders uit de onderfamilie Limenitidinae van de familie Nymphalidae. 

## Soorten
- Bassarona byakko (Uehara & Yoshida, 1995)
- Bassarona dunya (Doubleday, 1848)
- Bassarona durga (Moore, 1858)
- Bassarona iva (Moore, 1858)
- Bassarona labotas (Hewitson, 1864)
- Bassarona piratica (Semper, 1888)
- Bassarona recta (de Nicéville, 1886)
- Bassarona teuta (Doubleday, 1848)